# テレ朝チャンネル
テレ朝チャンネル（テレあさチャンネル）は、テレビ朝日が運営するCSデジタル放送向けの専門チャンネルである。

## 概要
以前テレビ朝日（旧称号のNET・日本教育テレビ時代に制作したものを含む）やBS朝日、および全国各地の系列局で放送された各種テレビ番組を総合的に編成・放送している。
現在は、ドラマ・バラエティ・アニメ等が中心の『テレ朝チャンネル1』（テレあさチャンネルワン）と、報道番組・情報番組の時差放送やスポーツ中継が中心の『テレ朝チャンネル2』（テレあさチャンネルツー）の2チャンネルで構成されている。
朝日新聞や系列新聞の日刊スポーツには、各チャンネルの番組表が毎日掲載されている。
なお、『テレ朝チャンネル2』が2013年3月末に改称されるまで放送されていた『朝日ニュースター』については同記事を参照のこと。

## 沿革
2002年6月に『ファボリTV』（Favori TV）の名称で、スカイパーフェクTV!2（後のスカパー!e2、現・スカパー!）にて放送を開始した。「Favori」とはフランス語で「お気に入り」という意味である。
2004年3月1日、スカイパーフェクTV!（現・スカパー!プレミアムサービス 標準画質）で放送を開始し、両衛星放送サービスにて放送を実施することになったが、この際チャンネル名をテレ朝チャンネルに改称、番組編成も一部変更した。また2004年4月1日からはケーブルテレビでも放送を始めた。
2008年10月1日、スカパー!HD（現・スカパー!プレミアムサービス）にてハイビジョン放送を開始に伴い、受信機表示アイコン『/tv asahi channel』から『/ch.』に変更。
2010年1月27日、スカパー!e2での画角情報を4:3から16:9のワイドサイズに変更。
2012年2月10日、スカパー!e2の衛星基幹放送事業者であるシーエス・ワンテンが総務省から東経110度CS放送の衛星基幹放送業務の認定（16スロットによるHD放送）が適当と認められる。
2012年4月1日より、朝日ニュースターの事業主体が衛星チャンネルからテレビ朝日に移行（法人格としての「株式会社衛星チャンネル」は経営統合による吸収で消滅）されるため、一部の情報・トーク・スポーツ番組は朝日ニュースターへ移行（一部番組は2つのチャンネルで放送するが、朝日ニュースター側は再放送扱いとなる）する。
2012年7月1日、スカパー!e2ではCh.303（CS2）からCh.298（CS1）に移行し、ハイビジョン画質による放送開始。チャンネル名を「テレ朝チャンネルHD」に変更。また、スカパー!e2では「気象警報」「地震情報」「津波警報・注意報」のデータ放送と一部番組で字幕放送を実施する（いずれも朝日ニュースターと同時開始）。
2013年4月1日より、テレビ朝日のCS放送チャンネルのブランドを「テレ朝チャンネル」に統合。
- 旧・テレ朝チャンネルはチャンネル名を『テレ朝チャンネル1 ドラマ・バラエティ・アニメ』に改名、それに伴い『ドラえもん』（2005年開始の現シリーズ）や『ナイナイナ』、『アメトーーク!』などを新たに放送開始[3]。
- 旧・朝日ニュースターは『テレ朝チャンネル2 ニュース・スポーツ』としてリニューアル。新番組『午後のニュースルーム』（BS朝日との同時放送）の開始など、報道・ニュース番組の強化のほか、スポーツ中継も全て集約された（ただし『ワールドプロレスリング』関連の一部番組を除く）。

2014年4月1日より『テレ朝チャンネル2 ニュース・スポーツ』のチャンネル名を『テレ朝チャンネル2 ニュース・情報・スポーツ』に変更、あわせてスカパー!でのジャンルを「ニュース」から「総合エンターテイメント」に変更。また、スカパー!では1・2の2チャンネルセット契約のみとなった。その他、録画においてダビング10を廃止しコピー・ワンスに変更された。
2016年12月1日より、スカパー!プレミアムサービスの衛星一般放送事業者がスカパー・ブロードキャスティングからスカパー・エンターテイメントに変更。
2018年秋にスカパー!において帯域の再編が行われ、チャンネル1、2共にHD放送は維持するものの、スロット数が16から12に削減。
2021年4月1日より、チャンネル1、2の名称を『テレ朝チャンネル1』、『テレ朝チャンネル2』に変更。

## テレ朝チャンネル1

### チャンネル概要
チャンネル番号
- スカパー!プレミアムサービス
  - Ch.717（標準画質） - 衛星一般放送事業者：テレビ朝日
  - Ch.611（ハイビジョン、HDのみ） - 衛星一般放送事業者：スカパー・エンターテイメント
- スカパー! Ch.298（ハイビジョン画質） - 衛星基幹放送事業者：シーエス・ワンテン

#### ケーブルテレビでの放送
当初のケーブルテレビ向けの放送は、コストの高いリマックス方式を用いないと提供できず、J:COMを初めとする一部のケーブルテレビ局でしか視聴できなかった。
しかし2006年4月1日にはi-HITS（現在のJDS）で、2007年4月1日のJC-HITSでも配信を開始したため、視聴可能世帯が増加した。また、ハイビジョン放送の配信をJDSで2008年11月1日より、JC-HITSで2012年4月1日より開始した。
なお、J:COMのうち、旧JCN 加盟局への配信は2014年6月からようやく実施されている。

### 編成について
2007年10月より、午前4時を基点とする24時間放送を行っている（不定期にメンテナンスによる深夜の休止あり）。それまでは、午前4 - 6時を常設の放送休止としていた。
2006年4月に放送事業者が変更されてからは、テレビ朝日系列の番組やオリジナル番組が大幅に増えた。その反面、番組数が増えたためにタイムテーブルが入り組み、定時から始まる番組は非常に少ない。また、サッカーなどのスポーツ中継により番組の変更・休止・繰り下げも多かった。
しかし2012年4月より朝日ニュースター（現在の『テレ朝チャンネル2』）がテレビ朝日の直営となったことで、スポーツ中継は『徹子の部屋』（傑作選の『徹子の部屋〜Classics〜』も含む）などと共に同局に移行、放送時間が変更するケースは減少している。
系列局の朝日放送テレビ（ABCテレビ、旧・朝日放送時代も含む）の番組も放送しているが、同局制作の一部の番組（主にスポーツ中継とバラエティー）は同局系列の『スカイA』（テレビ朝日も出資）で放送される。また、2006年4月の『ドラバラ鈴井の巣』を皮切りに北海道テレビ（HTB）制作の番組も放送されるようになった。メ〜テレ制作番組は、姉妹チャンネルのエンタメ〜テレ☆シネドラバラエティで放送されることが多い。
オリジナル番組（特にバラエティ番組）の特徴として、『ダチョ・リブレ』や『世界制服!竹山塾』に代表されるように、不定期に休止期間を挟みながら放送していくシーズン制のものが多い点が挙げられる。逆に、『上田ちゃんネル』のように継続して新作が制作される番組はむしろ少数である。
また、毎年子供らが長期の休校期間（春休み、夏休み＜お盆休みも＞、冬休み＜年末年始も＞）に入る時期、あるいは、ゴールデンウィークや祝日などは日中の時間帯を中心に、テレビ朝日が関与するアニメーションや特撮映画作品を集中的に放送しており、特に夏休みに実施する東映・東映チャンネル・ファミリー劇場との提携による3チャンネル連合企画・「スーパーヒーローMAX」と題したキャンペーンは過去の仮面ライダーシリーズとスーパー戦隊シリーズを大々的に特集し、それらの映画作品や、現在放送されているテレビ作品のキャッチアップ放送などの企画を展開している。この他、主に春休みやゴールデンウィーク、秋に新作映画が公開される『ドラえもん』『クレヨンしんちゃん』『プリキュアシリーズ』のテレビ作品・映画作品などの集中放送も行っていたりする。

### 現在の主な番組

#### アニメ

##### シンエイアニメシアター
シンエイ動画が制作したアニメ作品を放送。同社はテレビ朝日の連結子会社であるため、本放送時は他系列で放送された作品 も放送されたことがある。
かつては全体の1/3以上の時間帯 を占めていた。2006年4月の改編で縮小したものの、現在も午前中を中心に毎日放送されている。また、番組の冒頭では「放送当時のオリジナリティを尊重して放送する」という旨の静止画が表示される。
原則としてスペシャル版は放送されないため、作品によっては物語展開に混乱が生じる。例として、『クレヨンしんちゃん』では野原ひまわりの誕生の経緯を描いたエピソードが当初に放送されず、長らくレギュラー放送版で初登場とされていた。後に『しんちゃん』はスペシャル版を不定期に放送するようになり、該当するエピソードも放送された。また、次回予告などの本編以外のコーナーも基本的にカットされる ほか、藤子不二雄作品を中心にタイトルクレジットが再編集されることもある。
番組編成の都合でいずれかの番組枠が休止となる場合、つなぎ番組として『シンエイアニメ 傑作選』が組まれる。また、編成の都合で休止となる他ジャンルの番組の振り替えとして放送される場合もある。2017年に毎週月曜17時に放送されていた『悪魔くん』が2017年2月に第12話で打ち切られた。

##### その他
テレビ朝日系列で放送された人気作品を編成。主に東映アニメーション制作作品も多く放送される。一部他局系列で放送された作品も放送される。
- ドラえもん（2005年版）
- クレヨンしんちゃん
- あたしンち
- 21エモン
- パーマン
- エリアの騎士
- ジャングルはいつもハレのちグウ (テレビ東京製作)
- GREGORY HORROR SHOW ※随時放送
- ガタピシ ※ 随時放送、テレ朝チャンネル2でも放送
- ビリ犬 ※ 随時放送
- ご姉弟物語
- 黒執事シリーズ
  - 黒執事
  - 黒執事II
  - 黒執事 Book of Circus
- とびだせ!土管くん ※随時放送、テレ朝チャンネル2でも放送。
- 鋼の錬金術師 FULLMETAL ALCHEMIST
- シルバニアファミリー ミニストーリー
- からかい上手の高木さんシリーズ
  - からかい上手の高木さん
  - からかい上手の高木さん2
  - からかい上手の高木さん3
- ゴーちゃん。 ※随時放送
- RE-MAIN
- カッコウの許嫁
- 僕らの雨いろプロトコル
- 僕の心のヤバイやつシリーズ

(テレビ東京製作)
- 家電漫才ジョン・テレビショー ※随時放送
- 団地ともお (NHK製作)
- ユーリ!!! on ICE
- 忍ペンまん丸
- はたらく細胞（UHFアニメ）
- イエスタデイをうたって
- 進撃の巨人 ※season1のみ放送（UHFアニメ）
- 体操ザムライ
- バトルアスリーテス大運動会 (テレビ東京製作)
- バトルアスリーテス大運動会 ReSTART!

##### かつて放送した作品
- ドラえもん名作コレクション（1979年版） ※テレ朝チャンネル2へ移動
- オバケのQ太郎（シンエイ動画版） ※テレ朝チャンネル2へ移動
- 愛してナイト
- 悪魔くん
- あしたのジョー2（日本テレビ制作）
- 一休さん ※テレ朝チャンネル2へ移動
- 夢戦士ウイングマン
- ウルトラB
- エスパー魔美 ※テレ朝チャンネル2へ移動
- 美味しんぼ（日本テレビ制作）※テレ朝チャンネル2へ移動
- おジャ魔女どれみシリーズ（朝日放送制作、BS朝日では『おジャ魔女どれみ#』の途中で打ち切りとなった。）
- おぼっちゃまくん
- 終わりのセラフシリーズ（UHFアニメ）
  - 終わりのセラフ1stシーズン
  - 終わりのセラフ名古屋決戦編
- 怪物くん（シンエイ動画版）※テレ朝チャンネル2へ移動
- 怪談レストラン
- ガラスの仮面（日本テレビ制作）
- ゲームセンターあらし（日本テレビ制作）
- この素晴らしい世界に祝福を!（UHFアニメ）
  - この素晴らしい世界に祝福を!2
- 小林さんちのメイドラゴン（朝日放送傘下のABCアニメーションが製作委員会参加、本放送から1クール遅れで放送。本放送時は関東地方はTOKYO MX、BSではBS11で放送・UHFアニメ）
- GTO（フジテレビ制作）
- THE FROGMAN SHOW
- 新機動戦記ガンダムW
- 進撃の巨人（毎日放送が製作委員会参加。関東地区はTOKYO MXで放送、BSではアニマックス、Dlife、NHK BSプレミアムでも放送・UHFアニメ）
- GS美神（朝日放送制作）
- 涼宮ハルヒの憂鬱（UHFアニメ）
- 聖闘士星矢
- selectorシリーズ（UHFアニメ）
  - selector infected WIXOSS
  - selector spread WIXOSS
  - Lostorage conflated WIXOSS
  - Lostorage incited WIXOSS
- 勝負師伝説 哲也
- ダンジョンに出会いを求めるのは間違っているだろうか（UHFアニメ）
- チンプイ
- つるピカハゲ丸くん
- テラフォーマーズ（UHFアニメ）
- テラフォーマーズリベンジ
- 日常
- 忍者ハットリくん
- ねぎぼうずのあさたろう（BS朝日、ディズニーXDでも放送）
- 暴れん坊力士!!松太郎
- 破邪巨星Gダンガイオー
- 花の子ルンルン
- ハルチカ〜ハルタとチカは青春する〜（UHFアニメ）
- 氷菓（UHFアニメ）
- ヒカルの碁（テレビ東京制作）
- 秘密結社鷹の爪 カウントダウン（関西地区は毎日放送で放送、カートゥーン ネットワークでも放送）
- 美少女戦士セーラームーンシリーズ
  - 美少女戦士セーラームーン
  - 美少女戦士セーラームーンR
  - 美少女戦士セーラームーンS
  - 美少女戦士セーラームーンSuperS
  - 美少女戦士セーラームーン セーラースターズ
- フクちゃん ※テレ朝チャンネル2へ移動
- プリキュアシリーズ（朝日放送制作、アニマックス、BS11、キッズステーションでも放送）
  - ふたりはプリキュア
  - ふたりはプリキュア Max Heart
  - ふたりはプリキュア Splash Star
  - Yes!プリキュア5
  - Yes!プリキュア5GoGo!
  - フレッシュプリキュア!
  - ドキドキ!プリキュア
  - ハピネスチャージプリキュア!
- プレイボール（UHFアニメ)
- プロゴルファー猿 ※テレ朝チャンネル2へ移動
- まじかる☆タルるートくん（朝日放送制作）
- 魔法少女まどか☆マギカ（毎日放送制作、AT-X、アニマックス、BS11、WOWOWでも放送）
- MONSTER（日本テレビ制作）
- 山賊の娘ローニャ (NHK製作)
- 幽☆遊☆白書（フジテレビ制作）
- るろうに剣心 明治剣客浪漫潭（フジテレビ制作）
- ワールドトリガー
- フリクリ オルタナ
- フリクリ プログレ
- ケムリクサ（UHFアニメ)
- Free!
- リーマンズクラブ

##### CS未放送作品
- SLAM DUNK（BS朝日、キッズステーションでも放送）
- 地獄先生ぬ〜べ〜（BS朝日のみ放送）
- ののちゃん（アニマックスのみ放送）
- 釣りバカ日誌
- ボボボーボ・ボーボボ（アニマックス、キッズステーションでも放送）
- ガイキング LEGEND OF DAIKU-MARYU（BS朝日のみ放送）
- 祝!(ハピ☆ラキ)ビックリマン（BS朝日のみ放送）
- はたらキッズ マイハム組（BS朝日のみ放送）
- デジモンクロスウォーズ
- デジモンクロスウォーズ〜悪のデスジェネラルと七つの王国〜
- デジモンクロスウォーズ〜時を駆ける少年ハンターたち〜
- 聖闘士星矢Ω

#### 特撮
『スーパー戦隊シリーズ』や『スーパー戦隊Vシネマ』、『仮面ライダーシリーズ』の歴代作品を放送。
2005年からは、東映チャンネルやファミリー劇場と共に『スーパーヒーローMAX』と題した合同企画を行っている。
- 仮面ライダー電王
- 騎士竜戦隊リュウソウジャー
- 仮面ライダーゼロワン
- 宇宙戦隊キュウレンジャー
- 仮面ライダージオウ
- 魔進戦隊キラメイジャー
- 機界戦隊ゼンカイジャー
- 仮面ライダーセイバー
- 暴太郎戦隊ドンブラザーズ
- 仮面ライダーリバイス
- 王様戦隊キングオージャー
- 仮面ライダーギーツ
- 爆上戦隊ブンブンジャー
- 仮面ライダーガッチャード
- かつて放送した作品
  - 燃えろ!!ロボコン
  - パワーレンジャー（日本語吹替え）
  - 轟轟戦隊ボウケンジャー
  - 獣拳戦隊ゲキレンジャー
  - ジャッカー電撃隊
  - 炎神戦隊ゴーオンジャー
  - 電子戦隊デンジマン
  - 超獣戦隊ライブマン
  - 侍戦隊シンケンジャー
  - 天装戦隊ゴセイジャー
  - 海賊戦隊ゴーカイジャー
  - 特命戦隊ゴーバスターズ
  - 獣電戦隊キョウリュウジャー
  - 烈車戦隊トッキュウジャー
  - 手裏剣戦隊ニンニンジャー
  - 仮面ライダーゴースト
  - 動物戦隊ジュウオウジャー
  - 仮面ライダーエグゼイド
  - 仮面ライダービルド
  - 快盗戦隊ルパンレンジャーVS警察戦隊パトレンジャー
- ※以下の作品は、ファミリー劇場でも放送
  - 仮面ライダーアギト
  - 仮面ライダー龍騎
  - 仮面ライダー555
  - 仮面ライダー剣
  - 仮面ライダー響鬼
  - 仮面ライダーカブト
  - 仮面ライダーキバ
  - 仮面ライダーディケイド
  - 仮面ライダーW
  - 仮面ライダーオーズ

#### 映画
- 映画ドラえもん

新作が公開される半年前頃（10月以降）から、「カウントダウン企画」と称し6か月連続で放送される。
- 映画クレヨンしんちゃん
- 秘密結社鷹の爪THE MOVIE〜総統は二度死ぬ〜
- プリキュア映画シリーズ（東映チャンネル、アニマックス、キッズステーションでも放送）
- 劇場版 仮面ライダー555 パラダイス・ロスト[注 6]
- トリック劇場版

『日曜洋画劇場』にて放送された作品も多数放送される。

#### ドラマ
主な作品（放送終了した番組を含む）

##### 国内ドラマ
- 氷点（1966年版/2001）
- 黒革の手帖（1982年版/2004年版）
- 菊次郎とさきシリーズ
- 笑ゥせぇるすまん（アニメ版は制作局の関係でTBSチャンネルで放送）
- エースをねらえ!
- あばれはっちゃくシリーズ
- 松本清張 けものみち
- ドクターX〜外科医・大門未知子〜

##### 海外ドラマ
- アラーム・フォー・コブラ11シリーズ
- ビヨンド・ザ・ブレイクシリーズ
- パパ

##### 刑事ドラマ
- はぐれ刑事純情派（東映チャンネルでも放送）
- はみだし刑事情熱系（同上）
- さすらい刑事旅情編（同上）
- 風の刑事・東京発!（ファミリー劇場でも放送）
- 私鉄沿線97分署（同上）
- ザ・刑事[注 7]
- 相棒シリーズ
- 富豪刑事

##### 木曜ミステリー
- 京都迷宮案内シリーズ
- 科捜研の女
- 京都地検の女
- その男、副署長〜京都河原町署事件ファイル〜
- 警視庁・捜査一課長

##### 時代劇
※以下の作品は時代劇専門チャンネルでも放送されたものも含む。
- 三匹が斬る!シリーズ
- 風雲!江戸の夜明け（テレビ東京制作、放送終了）
- 傑作時代劇
- 若さま侍捕物帳
- 暴れん坊将軍VI
- 伝七捕物帳（1979年版、日本テレビ制作）
- 必殺仕事人（朝日放送制作）
- 必殺仕置人（朝日放送制作。本放送当初はTBS系）

##### 金曜ナイトドラマ
- トリックシリーズ
- スカイハイ
- 特命係長 只野仁シリーズ - ファミリー劇場でも放送。
- 霊感バスガイド事件簿
- 時効警察シリーズ
- 雨と夢のあとに

##### 土曜ワイド劇場
- 家政婦は見た!
- 法医学教室の事件ファイル
- 三毛猫ホームズシリーズ
- 混浴露天風呂連続殺人シリーズ（朝日放送制作）

#### 情報
以前は食と旅のフーディーズTVやJドキュメント750などで放送された番組も放送していた（現在は全て終了）。

##### チャンネルオリジナル番組
- 海からのメッセージ
- 水槽の楽園
- ゲムカシマ

##### テレビ朝日系列
- カーグラフィックTV
- おかずのクッキング
- 秘湯ロマン
- ちい散歩
- 若大将のゆうゆう散歩
- 人生の楽園
- 鉄道・絶景の旅（セレクション）
- 終了した番組
  - 素敵な宇宙船地球号
  - ポカポカ地球家族

#### 音楽

##### チャンネルオリジナル
- 不完全な僕らに対する解答（YUI、EXILE・ATSUSHIなど）
- 全国童謡歌唱コンクール
- 泉谷しげると翼なき野郎ども
- あいどりゅ☆
- その他、テレビ朝日主催の各種ライブを放送。
- 終了した番組
  - MUSIC GARAGE

『ストリートファイターズ』にて紹介されたアーティストのミュージック・ビデオを放送。事実上の穴埋め番組。

##### テレビ朝日系列
- 終了した番組
  - 音女

テレビ朝日を代表する音楽番組『ミュージックステーション』（スーパーライブを含む）は放送されていない（肖像権等の都合による）。

#### バラエティ

##### チャンネルオリジナル番組
- 上田ちゃんネル
- 世界制服!竹山塾
- 拝啓!!鉄道人
- 完売＆腸捻転 月イチスペシャル
- ダチョ・リブレ
- 太田プロ NEW WAVE LIVE→太田プロライブ 月笑
- ワハハ本舗の地球で1番おもしろいTV
- ジャガイモン
- 愛しのメロンパン
- コサキンDEラ゛ジオ゛!
- 笑う新撰組
- FACTORY-A
- ヒロシ釣り紀行
- AKB48チーム8のあんた、ロケロケ!
- ただいま、ゲーム実況中!!

##### テレビ朝日系列
- さまぁ〜ず×さまぁ〜ず
- ガリガリくりぃむ
- 大人のバナナ
- 学生才能発掘バラエティ 学生HEROES!
- ナツメ・道楽
- 激論!どっちマニア
- お願い!ランキング
- おもしろ風景バラエティ ゲキレア珍百景
- GO!オスカル!X21
- ココリコ黄金伝説・A級伝説 セレクション
- 火曜ドォーモ「真夜中のウワサ話」（主にLDHメンバー出演回）
- 終了した番組
  - 完売劇場
  - 朝まで暴走!たけし軍団ファイナル!!
  - 虎の門
  - 竹中直人の恋のバカンス
  - 欽ちゃんのどこまでやるの!?
  - 草野☆キッド
  - 恋愛百景
  - アメトーーク! セレクション
  - 内村プロデュース（DVD発売記念特番のみ）

##### 北海道テレビ放送制作
- 水曜どうでしょうClassic
- おにぎりあたためますか
- 水曜天幕團 蟹頭十郎太
- YOSAKOIソーラン祭り
- ドラバラ鈴井の巣（リメイク版）
- 大麦畑でつかまえて
- 歓喜の歌
- ユメミル、アニメ「onちゃん」（BS11でも放送）

このうち、「水曜どうでしょうClassic」「ドラバラ鈴井の巣（リメイク版）」は2021年4月現在、テレ朝チャンネル2で放送している。「おにぎりあたためますか」は1と2の両方で放送している（テレ朝チャンネル1は金曜夜、2は毎日夜に放送）。

##### その他
- 古今亭右朝の東京落語図絵（TOKYO MX制作）
- キャラ☆キング
- HKT48の「ほかみな」〜そのほかのみなさん〜
- サイサイてれび!おちゃの間サイサイ

#### トーク
- 徹子の部屋〜Classics〜

#### スポーツ
2012年まではAFCチャンピオンズリーグなどのサッカー・AFCの生・録画中継 を放送していたが、翌2013年からはテレ朝チャンネル2に移行 している。
- ワールドプロレスリングシリーズ
- フィギュアスケート グランプリシリーズ
- スピードスケート ワールドカップ
- ボルシア・ドルトムントTV

2012年4月以降は、一部の番組がテレ朝チャンネル2（当初は朝日ニュースター）で後日再放送扱いで遅れて放送されている。

#### ニュース・報道
- 終了した番組
  - テレ朝チャンネルニュース

BS朝日の『News Access』と共通のスタジオや出演者で制作されるスポットニュース。朝日ニュースターのテレ朝直営化にあわせ、2012年3月30日をもって終了。
終了時点の基本的な放送時間は平日の8:55、11:55、13:55、17:55、20:55。

#### ミニ番組
- 東京の空の下（NET時代に、東京空撮映像を放送した5分番組）
- 武田美保のPILATES LIFE
- デトックス ライフ
- 世界の車窓から
- Peeping Life（キッズステーションでも放送）

#### 番組案内
長年『テレ朝チャンネルガイード』の名称で放送していたが、2013年4月1日（テレ朝チャンネル2の放送開始日）より『ワンナビ』という番組名で放送されている（テレ朝チャンネル2では『ツーナビ』）。いずれの番組も10分間で、無料放送。
- 2007年4月からの一年間は、柳原可奈子、バカリズム、ダーリンハニーのコントを中心に、番組を紹介する内容だった。
- 2008年10月からは、矢島悠子・久保田直子両アナウンサーによる『やじくぼ散歩』を番組内で放送。2012年4月からの一年間は、旧朝日ニュースターでも放送された。
- 2013年4月1日からは、久冨慶子アナウンサーが出演している。

なお、編成の都合上30分ほど時間が余った場合にも複数回流れる。

#### フィラー
- 世界の車窓から

『世界の車窓からDVDブック』（朝日新聞出版）の収録映像を放送。
なお、2006年6月頃までは前述の『MUSIC GARAGE』やキングレコード所属のアーティストのミュージック・ビデオを流して対応していた。
また、不定期であるがクロスプログラムのゴー!ゴー!ゴーちゃん。（テレビ朝日のオープニング・クロージング時のジャンクション映像）が放送される場合がある（ロゴの部分をテレビ朝日からテレ朝チャンネルに差し替えたもの）。

#### テレビショッピング
- テレ朝チャンネルショップ（無料放送）
- セレクションX（無料放送）
- エバーライフ

## テレ朝チャンネル2

### チャンネル概要
チャンネル番号
- 衛星放送
  - スカパー!プレミアムサービス
    - Ch.256（標準画質） - 衛星一般放送事業者：テレビ朝日
    - Ch.612（ハイビジョン、HDのみ） - 衛星一般放送事業者：スカパー・ブロードキャスティング

  - スカパー! Ch.299（ハイビジョン画質） - 衛星基幹放送事業者：シーエス・ワンテン

### 編成について（2）
2012年4月1日にテレビ朝日の直営となってから、一年間は従来からのニュース専門チャンネルとして放送されていた。
直営化により朝日新聞東京本社制作の番組が姿を消したが、その代わりにテレビ朝日の報道・情報番組の時差放送やスポーツ中継の強化、旧・テレ朝チャンネル（現・テレ朝チャンネル1）から移行、または2チャンネル揃って放送（時差）される教養・ドキュメンタリー・トーク番組などが編成されるようになった。
2013年4月1日をもって、チャンネル名を『テレ朝チャンネル2 ニュース・スポーツ』に改称、2014年4月1日より『テレ朝チャンネル2 ニュース・情報・スポーツ』に再変更した。この2度目のチャンネル変更になってから、これまでテレ朝ch1のみでしか放送されなかったドラマの放送も行われている。

### 主な番組

#### ニュース・報道
特記しないものは、テレビ朝日での放送後に遅れて放送されている。
- News Access（BS朝日との同時放送。2012年3月から2013年3月まではDlifeでも同時放送）
- 朝まで生テレビ!
- 激論!クロスファイア（BS朝日制作）

終了した番組
- 午後のニュースルーム（BS朝日との同時放送）
- ニュースの深層（テレ朝チャンネル制作）
- いま世界は（BS朝日制作）
- グッド!モーニング（一部パートを編集・カットして放送していた。）
- 大下容子ワイド!スクランブル（一部パートを編集・カットして放送していた。）
- スーパーJチャンネル（一部パートを編集・カットして放送していた。）
  - ミッドナイトニュース（スーパーJチャンネルの編集版）
- 津田大介 日本にプラス

#### 教養・ドキュメンタリー
- ASAHI Pop'n' Press! ココ掘れキッズのおしえてMAP（HABとの共同制作・首都圏ではtvkとテレ玉で視聴可能）
- テレメンタリー（地上波での放送後のアンコール放送が中心。ANN系列各局制作）
- 渡辺篤史の建もの探訪
- あっぱれ!熟年ファイターズ（HOME制作）
- 鉄道の時代
- 秘湯ロマン
- 人生の楽園
- 鉄道・絶景の旅（セレクション・BS朝日制作）

かつて放送していた番組
- 散歩シリーズ（ちい散歩→若大将のゆうゆう散歩→じゅん散歩）
- おかずのクッキング

##### 民間放送教育協会（民教協）加盟局制作
- 生きる×2
- いきいき!夢キラリ
- 学びEye!
- 発見!人間力
- 日本!食紀行

以前は旧・テレ朝チャンネル（現・テレ朝チャンネル1）で放送していた。

#### スポーツ
- プロ野球完全中継 全力!ライオンズ（埼玉西武ライオンズ主管全試合を中継、2015年まで）
- オールスターゲーム・日本選手権シリーズ（地上波放送後、深夜の録画放送）
- 甲子園への道（朝日放送テレビ制作、地上波放送後に時差放送）
- 東京六大学野球中継
- 日本リトルシニア日本選手権大会
- 世界野球ソフトボール連盟主催のうち野球国際大会（WBSC U-18野球ワールドカップなど）
- 全日本剣道連盟主要大会（賞杯の関係でNHKで放送される全日本剣道選手権大会を除く）
- 剣道女子
- ワールドプロレスリング完全版（テレ朝チャンネル1でも放映）
- ワールドプロレスリングLIVE
- ISUグランプリシリーズ（賞杯と共催の関係でNHKで放送される日本大会を除く）
- なでしこリーグカップ・なでしこリーグオールスター
- 海外サッカー中継
  - ブラジル1部リーグ
  - 女子ブンデスリーガ
  - 国際親善サッカーAマッチ
- FINA競泳ワールドカップ東京大会
- スペインバスケットボール・リーガ・エンデサ
- イタリアバレーボール・セリエA
- カーリング中継
  - どうぎんカーリングクラシック
  - グランドスラム・オブ・カーリング

#### バラエティ
- 水曜どうでしょうシリーズ（HTB制作）
- おにぎりあたためますか（HTB制作）
- 路線バスで寄り道の旅

ほか
かつて放送していた番組
- 徹子の部屋

#### ドラマ
主な作品（放送終了した番組を含む）
- 必殺シリーズ（TBSテレビ系列時代の作品を含む）
- 子連れ狼
- ロイヤルファミリー（韓国ドラマ）他
- 熱海の捜査官
- 時効警察（かつて1でも放送）
- サラリーマン金太郎
- 特命係長 只野仁（かつて1でも放送）
- 匿名探偵
- 都市伝説の女
- 臨場 / 臨場 続章

##### 土曜ワイド劇場
- おとり捜査官・北見志穂
- 事件
- おかしな刑事
- 西村京太郎トラベルミステリー
- 高橋英樹の船長シリーズ
- 棟居刑事シリーズ
- 牟田刑事官事件ファイル
- 温泉若おかみの殺人推理
- 鉄道おんな捜査官

#### アニメ
- 美味しんぼ（日本テレビ制作・かつて1でも放送）
- じゃりン子チエ（毎日放送制作・腸捻転解消後）
- チエちゃん奮闘記 じゃりン子チエ（毎日放送制作・腸捻転解消後）
- ドラえもん 名作コレクション（1979年版)
- パーマン
- オバケのQ太郎（シンエイ動画版）
- タッチ（フジテレビ制作）
- H2
- プロゴルファー猿（かつて1でも放送）

以前に放送した作品
- 一休さん(かつて1でも放送)
- キン肉マン（日本テレビ制作）(かつて1でも放送)
- 銀河鉄道999（フジテレビ制作）
- クッキングパパ(朝日放送制作・かつて1でも放送)
- SLAM DUNK
- タイガーマスク
- うる星やつら（フジテレビ制作）
- 疾風!アイアンリーガー (テレビ東京製作)
- YAWARA! (読売テレビ制作)
- GIANT KILLING（NHK制作）[5]

### バラエティ
- 水曜どうでしょうClassic / Premier（かつて1でも放送）
- ドラバラ鈴井の巣（かつて1でも放送）
- おにぎりあたためますか ※テレ朝チャンネル1でも放送。
- ドォーモGT/2
- 麻雀最強戦
- DJ KOOのココDO KOO!? ※テレ朝チャンネル1でも放送。

#### 番組案内
- ツーナビ（無料放送）

青山愛アナウンサーが出演。ただし2012年4月分からの一年間は、従来からの『朝日ニュースターガイド』の名称で、旧・テレ朝チャンネルと同じ内容の『やじくぼ散歩』を番組内で放送。

## 募金の告知
2011年東日本大震災の際にテレビ朝日チャンネル(現テレ朝チャンネル1)にて番組開始直前のアイキャッチの放送を休止して東日本大震災に伴い実施されたドラえもん募金の告知を放送した。